# Лаодамія (дочка Беллерофонта)
Лаода́мія (дав.-гр. Λαοδάμεια), також Дейда́мія (дав.-гр. Δηιδάμεια) та Гіппода́мія — персонажка давньогрецької міфології, дочка Беллерофонта й матір Сарпедона.

## Міфологія
Лаодамія — дочка Беллерофонта, сестра Гіпполоха та Ісандра. Мати Сарпедона (від Зевса) згідно з «Іліадою», за іншими джерелами, Сарпедон — син Зевса і Європи; вбита розгніваною Артемідою. Згідно з іншими джерелами («Лексикон Рошера»), Лаодамія вийшла заміж за царя Лікії Евандра. Від Евандра і був народжений Сарпедон, який став потім правителем.

## Спадщина
На честь Лаодамії названо астероїд «1011 Лаодамія», відкритий 5 січня 1924 року німецьким астрономом Карлом Райнмутом в обсерваторії Гайдельберґа.